# Chanson de Chtchors

La Chanson de Chtchors (en russe Песня о Щорсе, Piesnia o Chtchorsie) est une chanson soviétique dédiée au chef de la division de l'Armée rouge pendant la guerre civile russe, Nikolai Chtchors. Elle a été composée par Matveï Blanter sur des paroles de Mikhaïl Golodny.

## Création

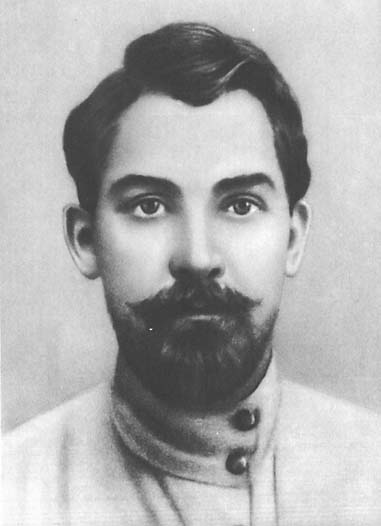
Nikolaï Chtchors.

Les paroles de la chanson ont été composées par Mikhaïl Golodny (Mikhail Semenovich Epshtein), témoin oculaire de la guerre civile en Ukraine, ancien correspondant ouvrier qui a écrit des chansons, des poèmes et des ballades. En 1936, ses poèmes ont été mis en musique par le compositeur Matvey Blanter.
Mikhaïl Golodny, spécialisé dans les sujets héroïques de la guerre civile, a d'abord confié son poème à un autre compositeur, mais sa chanson est passée inaperçue et il a donc fait une deuxième tentative, cette fois avec Matveï Blanter. Blanter a apposé une mélodie folklorisante sur le texte, et la chanson qui en a résulté a rencontré un succès très important dans toute l'Union Soviétique ; cependant, le reste des poèmes de Mikhaïl Golodny est tombé dans l'oubli.
La chanson a été enregistrée sur disque pour la première fois par des solistes du Théâtre du Bolchoï : Solomon Khromchenko (ténor lyrique) et Piotr Kiritchek (baryton-basse). La même version de la chanson a également été interprétée dans le film « Chtchors » d'Alexandre Dovjenko (1939).
La chanson est devenue largement connue et populaire en URSS avant la guerre, pendant la guerre, et l'est restée après la guerre. On sait notamment qu'elle a été adoptée par les combattants des brigades internationales qui ont combattu en Espagne contre le régime de Franco. Pendant la Seconde Guerre mondiale, la chanson devient une sorte d'hymne du détachement partisan de Chtchors, opérant dans les marais biélorusses sous le commandant P. V. Pronyagine.

## Interprétations
La plus populaire est la version de la chanson interprétée par le chanteur d'opéra (basse) Artiste du peuple de l'URSS Mark Reisen (1937). La chanson a également été interprétée (entre autres) par Elena Vaenga, Igor Rasteryaev, Nasha Daria, ainsi que quelques fanfares et fanfares militaires.